# Vaiano
Vaiano is een gemeente in de Italiaanse provincie Prato (regio Toscane) en telt 9532 inwoners (31-12-2004). De oppervlakte bedraagt 34,2 km², de bevolkingsdichtheid is 279 inwoners per km².
De volgende frazioni maken deel uit van de gemeente: La Tignamica, La Briglia, La Foresta, Schignano.

## Demografie
Vaiano telt ongeveer 3575 huishoudens. Het aantal inwoners steeg in de periode 1991-2001 met 2,3% volgens cijfers uit de tienjaarlijkse volkstellingen van ISTAT.
| Jaar | Inwoneraantal |
| ---- | ------------- |
| 1991 | 8848          |
| 2001 | 9051          |

## Geografie
De gemeente ligt op ongeveer 150 meter boven zeeniveau.
Vaiano grenst aan de volgende gemeenten: Barberino di Mugello (FI), Calenzano (FI), Cantagallo, Montemurlo, Prato, Vernio.

## Geboren
- Fiorenzo Magni, wielrenner (1920-2012)

## Externe link

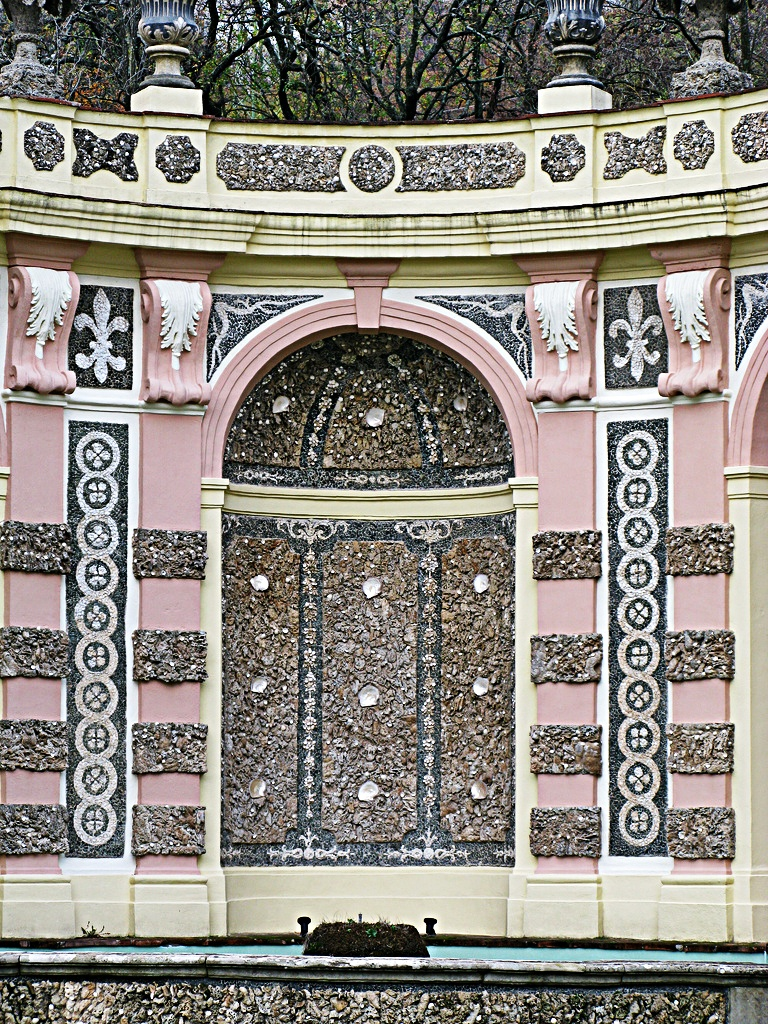
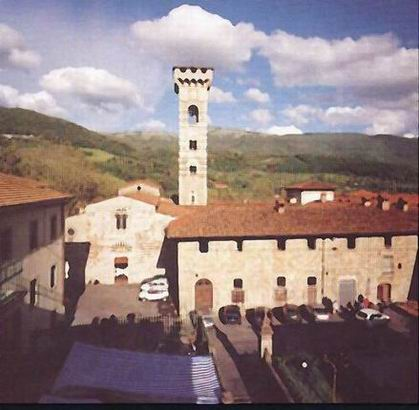
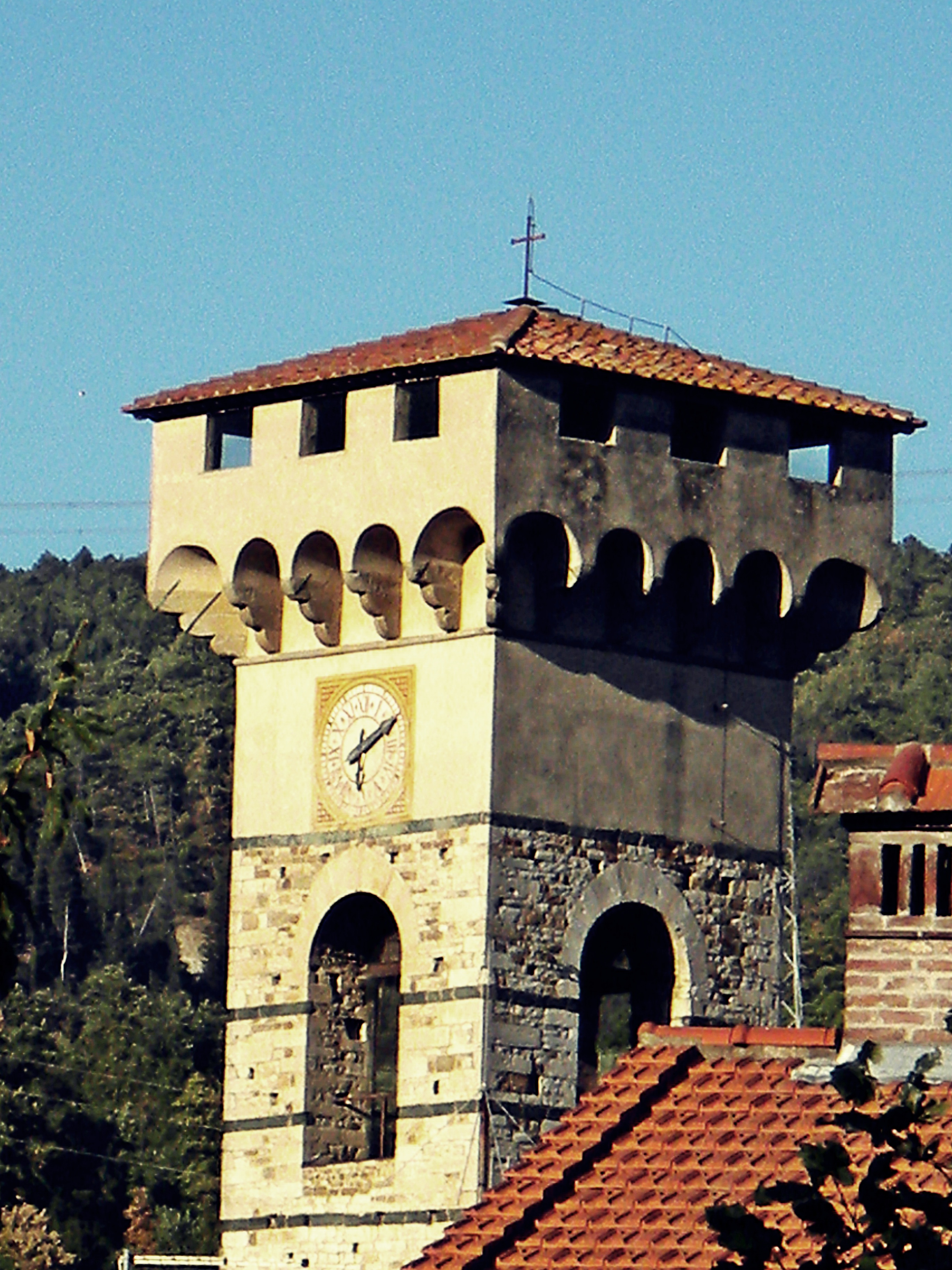